# Flessenlikker

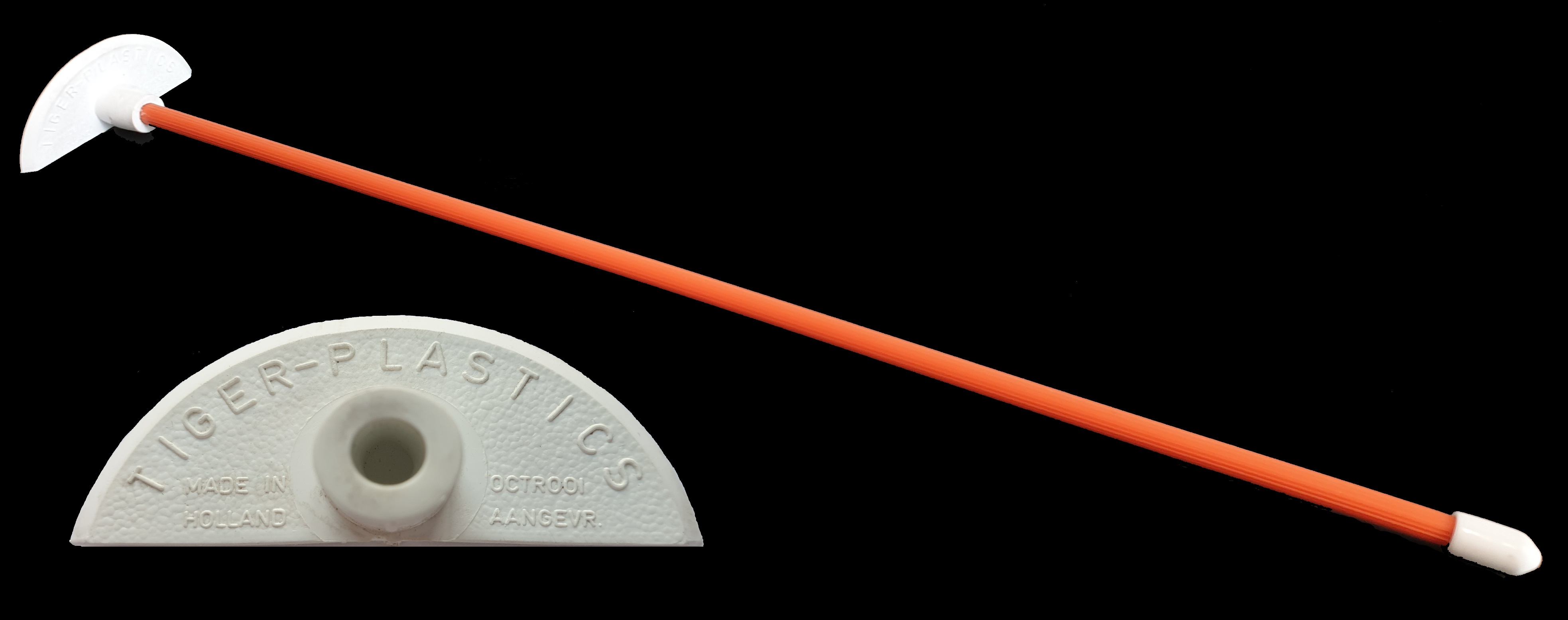
Flessenschraper en kop

Een flessenlikker of flessenschraper is een langwerpig voorwerp waarmee de restanten van bepaalde dikkere vloeistoffen zoals yoghurt of vla uit een fles (met wijde hals) kunnen worden gehaald, of bijvoorbeeld het laatste restje jam uit jampotjes. Met de halfronde kant kan de binnenwand van bijvoorbeeld een ronde fles worden leeg geschraapt; de platte kant kan gebruikt worden om de laatste resten uit bijvoorbeeld een kartonnen pak te halen.
De flessenschraper werd omstreeks 1954 geïntroduceerd door Tijger Plastics NV, een Nederlands familiebedrijf dat werd opgericht in 1950 en heden ten dage onder de naam Coram NV opereert. De flessenlikker en een heel scala aan andere huishoudelijke artikelen zijn ontworpen door Harrie van Kempen. Op de flessenschraper werd door Tijger Plastics NV een patent aangevraagd op 30-9-1965 onder octrooiaanvrage No. 6512654 en toegekend op 31-3-1967.